# St. Norbert (Merseburg)

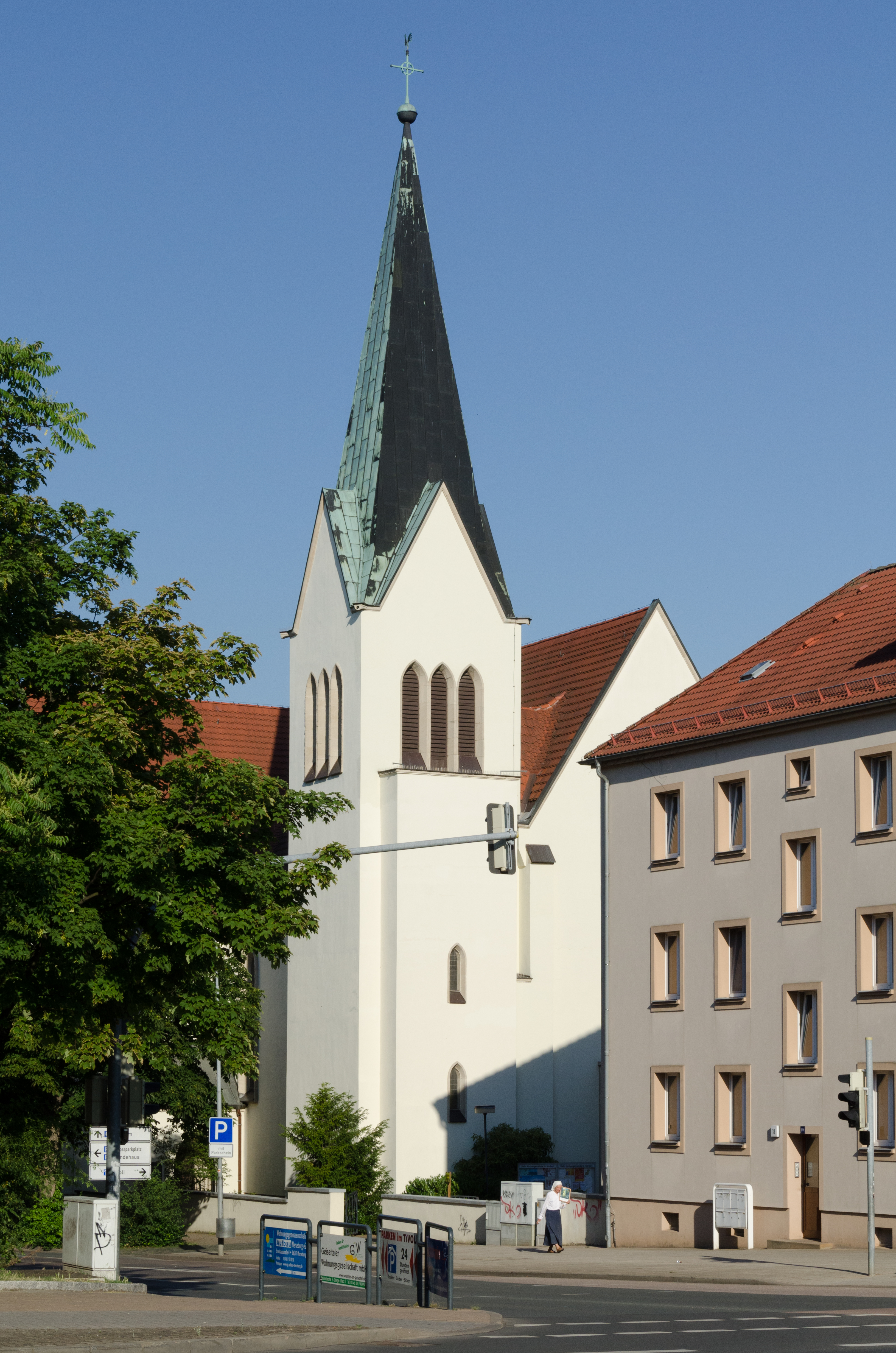
St. Norbert in Merseburg

Die Kirche St. Norbert in Merseburg ist die Hauptkirche der gleichnamigen Pfarrei und heute wieder die einzige römisch-katholische Kirche in Merseburg. Das Kirchengebäude ist vom Landesamt für Denkmalpflege und Archäologie Sachsen-Anhalt als Baudenkmal 094 20114 ausgewiesen.

## Geschichte
Die katholische Missionspfarrei Merseburg wurde mit der Entsendung von Kaplan Karl Josef Nolte nach Merseburg am 13. Dezember 1860 begründet, zuvor gehörte Merseburg zur Pfarrei Halle (Saale). Nolte bezog bereits am 20. Dezember 1860 eine Wohnung im Gasthof Zur alten Post, in dem zuvor bereits gelegentlich katholische Gottesdienste gefeiert wurden. Mit bischöflicher Urkunde vom 18. April 1861 wurde die katholische Mission Merseburg errichtet. Seit 1861 werden in Merseburg auch katholische Kirchenbücher geführt. Ostern 1861 eröffnete Missioner Nolte in einem Raum des Gasthofs Zur alten Post eine einklassige katholische Schule, in der er anfangs selbst unterrichtete. Am 20. Juni 1862 miete Nolte ein Gebäude im Hof der Gaststätte Goldener Stern, das er als Pfarrhaus und katholische Schule nutzte und in dem er bis 1869 wohnen blieb. Bereits 1866 bekam die katholische Mission Merseburg mit der Missionspfarrei Lützen ihre erste Tochtergemeinde.
Vom Maurermeister Bernhard Bruno Giebenrath kaufte Nolte ein Baugrundstück in der Neuen Straße, der heutigen Bahnhofstraße, auf dem Giebenrath die Kirche, das Pfarrhaus und die Schule erbaute. Die Grundsteinlegung der St.-Norbert-Kirche fand am 10. März 1868 statt, ihre Benediktion folgte am 8. August 1869. Erst am 22. Juli 1872, anlässlich einer Firmung, nahm der Paderborner Bischof Konrad Martin die Kirchweihe vor. Das Patrozinium des heiligen Norbert rührt aus der historischen Zugehörigkeit des Bistums Merseburg zum Erzbistum Magdeburg, dessen Erzbischof Norbert von Xanten im 12. Jahrhundert war. In der Krypta der Merseburger Kirche wird eine Norbert-Reliquie aufbewahrt, die der Kirche vom Prager Prämonstratenser-Stift geschenkt wurde.
Erst einige Jahre nach dem Kulturkampf kam es 1893 zur Errichtung der Pfarrei Merseburg. Die kanonische Errichtung der Pfarrei St. Norbert wurde am Sonntag, dem 19. November 1893, im Hochamt vollzogen. 1894 wurde Georg Rother der erste Pfarrer von Merseburg. Später war unter anderem Wilhelm Weskamm, der 1951 Bischof von Berlin wurde, Pfarrer von Merseburg. Infolge von durch Bergbau und Industrieansiedelungen gestiegenen Katholikenzahlen wurden 1922 in Neu-Rössen, 1926 in Neumark und 1927 in Neubiendorf Tochtergemeinden der Pfarrei Merseburg gegründet.
In der Zeit des Nationalsozialismus wurde die katholische Schule Ostern 1939 von den staatlichen Behörden geschlossen. Die Kirche in unmittelbarer Nähe des Bahnhofs war von den zahlreichen Luftangriffen im Zweiten Weltkrieg betroffen und wurde 1944 schwer zerstört. Bereits zum 4. Adventssonntag 1945 war die Kirche wieder soweit hergestellt, dass sie für Gottesdienste genutzt werden konnte.
Im Jahr 1954 wurde der Wiederaufbau fertiggestellt unter dem Architekten Johannes Reuter. Das Langhaus wurde dabei um zwei Seitenschiffe erweitert. Aus dieser Zeit stammen auch die beiden markanten Figuren (hl. Norbert und hl. Laurentius) an der Außenfassade über dem Kirchenportal. Die heutige Innenausstattung der Kirche stammt aus den 1980er Jahren.
Durch die Flucht und Vertreibung Deutscher aus Mittel- und Osteuropa stieg ab 1945 die Zahl der Katholiken in der Pfarrei Merseburg erheblich an. Es kam zur Gründung weiterer Tochtergemeinden: 1946 in Bad Lauchstädt, 1948 in Schafstädt, 1950 in Schkopau, 1954 in Langeneichstädt und 1960 in Merseburg-Süd. Von 1961 bis 1965 war Leo Nowak, der spätere Bischof des Bistums Magdeburg, als Vikar an der St.-Norbert-Kirche tätig. Am 8. Juli 1994 wurde das Bistum Magdeburg gegründet, und die Zugehörigkeit von Merseburg wechselte vom Erzbistum Paderborn zum Bistum Magdeburg.
Am 1. September 2007 wurde der Gemeindeverbund Merseburg – Bad Dürrenberg – Leuna – Großkayna – Schkopau – Braunsbedra/Neumark – Bad Lauchstädt – Langeneichstädt – Mücheln errichtet. Damals gehörten zur Pfarrei Merseburg rund 1200 Katholiken.
Am 1. Januar 2009 wurde das Dekanat Merseburg gegründet, dem die St.-Norbert-Kirche bis zur Auflösung der Dekanatsstrukturen im Bistum Magdeburg am 1. September 2023 angehörte. Zuvor gehörte sie zum Dekanat Halle (Saale).

## Baustil
Die Kirche St. Norbert wurde im neugotischen Stil erbaut. Wie auch bei den im Umland liegenden Kirchen St. Franziskus und St. Elisabeth (Halle), St. Peter und Paul Zeitz und St. Elisabeth (Weißenfels) wurde die Merseburger Kirche nach Plänen des Paderborner Dom- und Diözesanbaumeisters Arnold Güldenpfennig errichtet, da das Gebiet im 19. Jahrhundert zum Erzbistum Paderborn gehörte. Typisch für Güldenpfennig-Kirchen ist die Stellung des Turmes neben das Schiff.
Die Kirche steht unter Denkmalschutz und ist im Denkmalverzeichnis mit der Erfassungsnummer 094 20114 als Baudenkmal verzeichnet.

## Sakrale Bedeutung
Die Kirche St. Norbert ist die Hauptkirche der gleichnamigen Pfarrei in Merseburg, zu der seit dem 2. Mai 2010 auch die Kirchen Christkönig in Leuna, Maria Regina in Bad Lauchstädt, St. Heinrich in Braunsbedra-Neumark und St. Bonifatius in Bad Dürrenberg gehören. Folgende Kirchen sind durch Profanierung aus der Pfarrgemeinde ausgeschieden: Herz-Jesu in Mücheln-Neubiendorf (2006), Hl. Drei Könige in Großkayna (2009), St. Anna in Schkopau (2015) und St. Ulrich in Merseburg-Süd (2016).
In Merseburg gehören nur drei Prozent der Bevölkerung der katholischen Kirche an. Dieser geringfügige Bevölkerungsanteil rührt von der Reformation her, die nach dem Tod von Bischof Michael Helding im Jahr 1561 umgesetzt wurde. Heute sind neben dem Dom der Stadt auch die übrigen Kirchen Merseburgs – abgesehen von St. Norbert – evangelisch, allerdings machen auch die landeskirchlichen Evangelischen nur neun Prozent aus.

## Merseburg-Süd
Nachdem in den 1950er Jahren im Süden von Merseburg ein großes Neubaugebiet errichtet worden war, bemühte sich die Pfarrei Merseburg von 1953 an um einen Bauplatz für eine neue Kirche. Viele der in das Neubaugebiet gezogenen Menschen kamen aus dem Geiseltal, in dem viele Ortschaften dem Braunkohletagebau weichen mussten. Auch Arbeiter der Buna-Werke, der Leunawerke und des Mineralölwerkes Lützkendorf siedelten sich hier an.

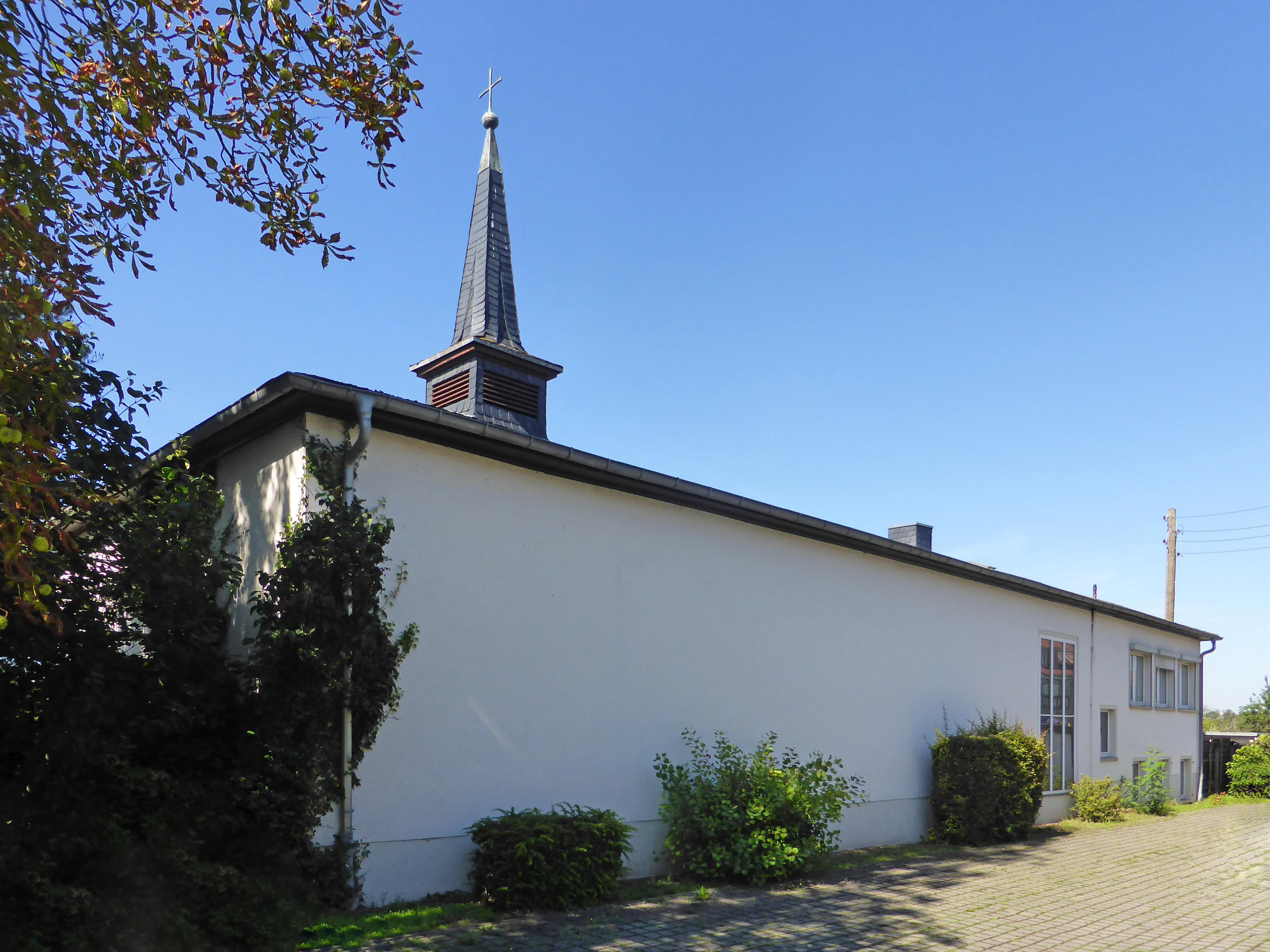
Ehemalige St.-Ulrich-Kirche (2023)

Die 1958 auf dem Grundstück Naumburger Straße 165 erbaute Kirche, die das Patrozinium des heiligen Ulrich von Augsburg erhielt, bekam am 25. Januar 1959 ihre Weihe durch Friedrich Maria Rintelen, den in Magdeburg residierenden Weihbischof des Erzbistums Paderborn, zu dem Merseburg damals gehörte. Am 23. April 1960 wurde der Merseburger Vikar Klaus Winkelmann zum ersten Vikar der neuen Kirche ernannt. In der Pfarrei Merseburg erfolgte am 1. Juni 1960 die Errichtung der Kuratie Merseburg 2, zu der damals rund 1100 Katholiken gehörten. Winkelmann wurde ihr erster Kuratus, neben dem Süden von Merseburg gehörten zur Kuratie Merseburg 2 auch Atzendorf, Geusa und Zscherben. 1965 folgte die Erhebung der Kuratie zur Filialkirchengemeinde (Pfarrvikarie). Von 1967 bis 1969 wurde neben der Kirche ein Fertigteilhaus vom Typ Spreewald als Pfarrhaus errichtet.
Nachdem die Pfarrvikarie Merseburg-Süd zum 2. Mai 2010 aufgehoben worden war und in der Pfarrei Merseburg aufgegangen war, folgte am 17. Januar 2016 die Profanierung der St.-Ulrich-Kirche.